# Interstudent
INTERSTUDENT es una competencia para el mejor estudiante extranjero en Polonia, que es organizada por Perspektywy Education Foundation. Está abierto a todos los estudiantes extranjeros que estudian en universidades polacas y otras instituciones de educación superior.
Actualmente, alrededor de 72 mil estudiantes extranjeros de 166 países están estudiando en Polonia.

## Ganadores
| Edición | Lugar de la ceremonia                                                 | Estudios de pregrado | Estudios de postgrado | Estudios doctorales |
| ------- | --------------------------------------------------------------------- | --- | --- | --- |
| 2018    | Universidad Tecnológica de Silesia en Gliwice                         | Aigerim Balkhashbayeva (Kazakhstan), Universidad de Ciencias Sociales y Humanidades                                                                    | Safoura Reza (Afganistán, Francia), Universidad Medioambiental y de Ciencias de la Vida de Wroclaw                                              | Włodzimierz Lewoniewski (Bielorrusia), Universidad de Economía de Poznań                                                       |
| 2017    | Galería de arte polaca del siglo XIX en Lonja de los Paños (Cracovia) | Sowmya Thottambeti (India), Universidad Tecnológica de Poznań Vadym Melnyk (Ucrania), Universidad de Tecnología de la Información y Gestión en Rzeszow | Omar Al-Obaidi (Suecia, Irak), Escuela de Medicina de la Universidad Jaguelónica Seyed Mohammadreza Sadr (Reza) (Irán), Universidad de Varsovia | Sabina Brazevic (Lituania), Universidad Adam Mickiewicz de Poznań Anastasiya Niakrasava (Bielorrusia), Universidad de Varsovia |
| 2015    | Centro de Solidaridad Europea en Gdańsk                               | Cristina Rodríguez Álvarez (España) | Timothy Mankowski (Canadá) | Assef Salloom (Siria) |
| 2014    | Hotel "Focus" en Lublin                                               | Vitaliy Smygur (Ucrania), Universidad Maria Curie-Skłodowska                                                                                           | Gabrielle Karpinsky (Estados Unidos), Universidad de Medicina de Gdańsk                                                                         | Ghanshyambhai Khatri (India), Universidad Jaguelónica.                                                                         |
| 2013    | Teatro Varsovia Palladium                                             | Alena Varaksa (Bielorrusia), Universidad Adam Mickiewicz de Poznań                                                                                     | Aliaksandr M. Bialiayev (Bielorrusia), Universidad Kozminski                                                                                    | Kun Zheng (China), Universidad de Ciencia y Tecnología AGH.                                                                    |
| 2012    |                                                                       | Colett Neumann (Alemania), Universidad de Zielona Góra                                                                                                 | Hoh Hong Huat (Malasia), Universidad Médica Jagiellonian University                                                                             | Alona Nad (Ucrania), Universidad de Ciencia y Tecnología AGH                                                                   |
| 2011    |                                                                       | Anton Komyza (Ucrania), Universidad Lazarski | Anna Sugiyama (Japón), Universidad de Varsovia                                                                                                  | Gianluca Olcese (Italia), Universidad de Wrocław                                                                               |
| 2009    |                                                                       | Siergiej Samuseu (Bielorrusia), Universidad Lazarski                                                                                                   | Agnieszka Maceikianec (Lituania), Universidad de Varsovia                                                                                       | Katarzyna Siuda (Canadá), Universidad de Ciencias Médicas de Poznań                                                            |